# Patric Knowles
 (octobre 2022).
Si vous disposez d'ouvrages ou d'articles de référence ou si vous connaissez des sites web de qualité traitant du thème abordé ici, merci de compléter l'article en donnant les références utiles à sa vérifiabilité et en les liant à la section « Notes et références ».
Patric Knowles, nom de scène de Reginald Lawrence Knowles, né à Horsforth (Yorkshire, Angleterre, Royaume-Uni) le 11 novembre 1911 et mort à Los Angeles — Quartier de Woodland Hills — (Californie, États-Unis) le 23 décembre 1995, est un acteur britannique.

## Biographie
Au cinéma, Patric Knowles débute dans son pays natal en 1932, puis commence sa carrière aux États-Unis en 1936, alors qu'il est sous contrat à la Warner Bros. Il tourne ainsi aux côtés d'Errol Flynn (notamment dans Les Aventures de Robin des Bois — 1938 —, un de ses films les plus connus) et se lie avec lui d'une grande amitié. Acteur indépendant à partir de 1939 — et jusqu'à son dernier film en 1973 —, il figure dans des productions de genre très diversifié (westerns, films comiques, d'horreur, fantastiques...). En outre, il apparaît fréquemment à la télévision (feuilletons, téléfilms, spectacles).
Pour sa contribution à la télévision, une étoile lui est dédiée sur le Walk of Fame d'Hollywood Boulevard.

### Mort
Patric Knowles est mort d'une hémorragie cérébrale à Los Angeles (Californie) le 23 décembre 1995.

## Filmographie partielle

### Au cinéma
- 1932 : Hommes de demain (Men of Tomorrow) de Zoltan Korda et Leontine Sagan
- 1935 : The Girl in the Crowd de Michael Powell
- 1935 : Le Sultan rouge (Abdul the Damned) de Karl Grune
- 1936 : Give me your Heart d'Archie Mayo
- 1936 : La Charge de la brigade légère (The Charge of the Light Brigade) de Michael Curtiz
- 1937 : L'Aventure de minuit (It's Love I'm After) d'Archie Mayo
- 1938 : The Patient in Room 18 de Bobby Connolly et Crane Wilbur
- 1938 : Les Aventures de Robin des Bois (The Adventures of Robin Hood) de Michael Curtiz
- 1938 : Nuits de bal (The Sisters) d'Anatole Litvak
- 1938 : Quatre au paradis (Four's a Crowd) de Michael Curtiz
- 1938 : Tempête sur le Bengale (Storm over Bengal) de Sidney Salkow
- 1939 : Nick joue et gagne (Another Thin Man) de W.S. Van Dyke
- 1939 : Quels seront les cinq ? (Five Came Back), de John Farrow
- 1940 : Women in War de John H. Auer
- 1940 : A Bill of Divorcement de John Farrow :
- 1941 : Qu'elle était verte ma vallée (How green was my Valley) de John Ford
- 1941 : Le Loup-garou (The Wolf Man) de George Waggner
- 1942 : Mademoiselle Palmer et son psychiatre (Lady in a Jam) de Gregory La Cava
- 1942 : Deux nigauds détectives (Who Done It?) d'Erle C. Kenton
- 1942 : Le Mystère de Marie Roget (The Mystery of Marie Roget) de Phil Rosen
- 1943 : Frankenstein rencontre le loup-garou (Frankenstein meets the wolf men) de Roy William Neill
- 1943 : Toute seule (All by Myself) de Felix E. Feist
- 1944 : Et voilà la vie (This Is the Life) de Felix E. Feist
- 1944 : Les Flirts des Corrigans (Chip Off the Old Block)
- 1945 : La Duchesse des bas-fonds (Kitty) de Mitchell Leisen
- 1945 : Mascarade à Mexico (Masquerade in Mexico) de Mitchell Leisen
- 1946 : Amazone moderne (The Bride Wore Boots) d'Irving Pichel
- 1946 : L'Emprise (Of Human Bondage) d'Edmund Goulding
- 1946 : Le Joyeux Barbier (Monsieur Beaucaire) de George Marshall
- 1947 : Le Crime de Madame Lexton (Ivy) de Sam Wood
- 1947 : Hollywood en folie (Variety Girl) de George Marshall
- 1948 : Une femme au carrefour (Dream Girl), de Mitchell Leisen
- 1948 : Les Filles du major (Isn't It Romantic?) de Norman Z. McLeod
- 1949 : Ça commence à Vera Cruz (The Big Steal) de Don Siegel
- 1950 : Captives à Bornéo (Three came Home) de Jean Negulesco
- 1952 : Mutinerie à bord (Mutiny) d'Edward Dmytryk
- 1957 : L'Esclave libre (Band of Angels) de Raoul Walsh
- 1958 : De la Terre à la Lune (From the Earth to the Moon) de Byron Haskin
- 1958 : Ma tante (Auntie Mame) de Morton DaCosta
- 1968 : La Brigade du diable (The Devil's Brigade) de Andrew V. McLaglen
- 1968 : En pays ennemi (In Enemy Country de Harry Keller
- 1970 : Chisum de Andrew V. McLaglen
- 1973 : Arnold de Georg Fenady
- 1973 : Terror in the Wax Museum de Georg Fenady

### À la télévision (séries)
- 1959 : Le Monde merveilleux de Disney (The Wonderful World of Disney ou Disneyland), saison 5, épisode 19 The Griswold Murder
- 1961 : Échec et mat (Checkmate), saison 1, épisode 32 Death by Design de John Newland
- 1964 : Gunsmoke ou Police des plaines (Gunsmoke ou Marshall Dillon), saison 9, épisode 35 The Other Half d'Andrew V. McLaglen
- 1971 : Docteur Marcus Welby (Marcus Welby, M.D.), saison 3, épisode 11 The Best is Yet to Be

## Galerie

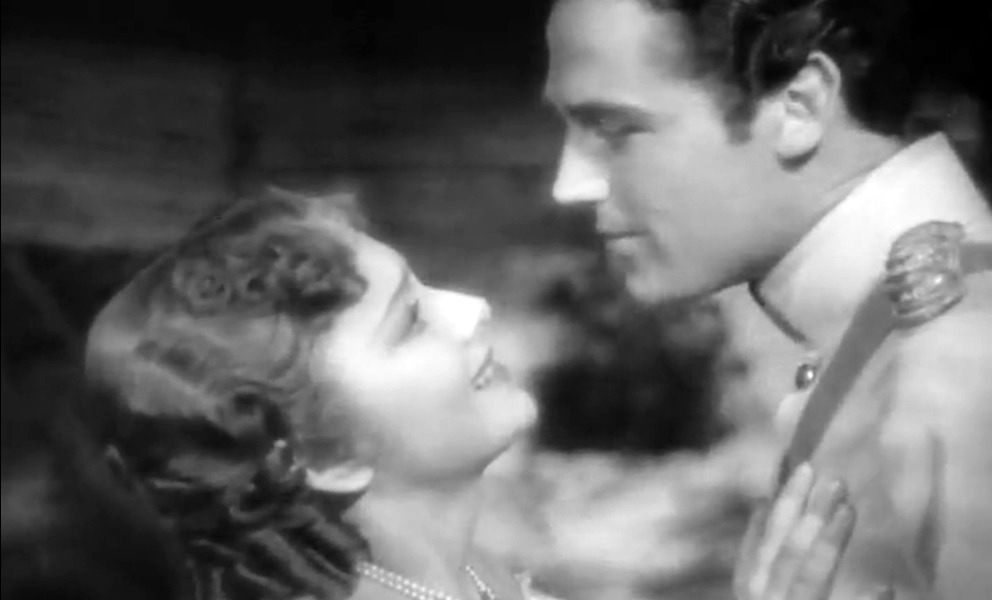
Avec Olivia de Havilland, dans La Charge de la brigade légère (1936)
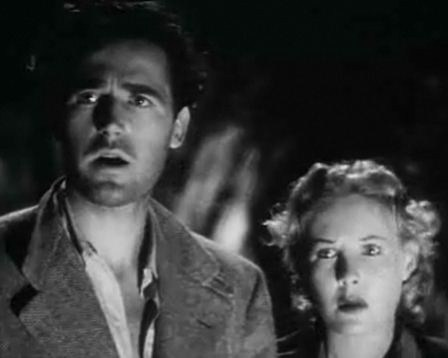
Avec Wendy Barrie, dans Five Came Back (1939)
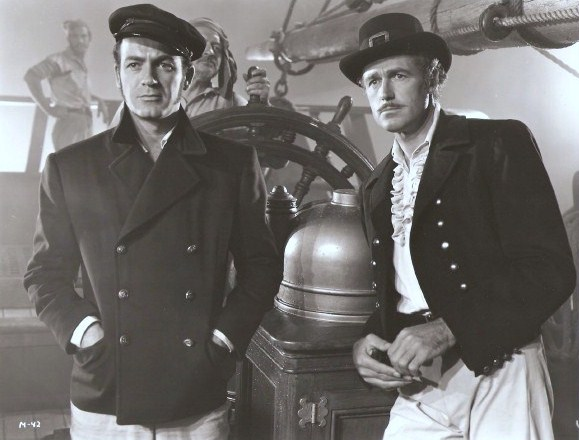
Avec Mark Stevens (à gauche), dans Mutinerie à bord (1952)
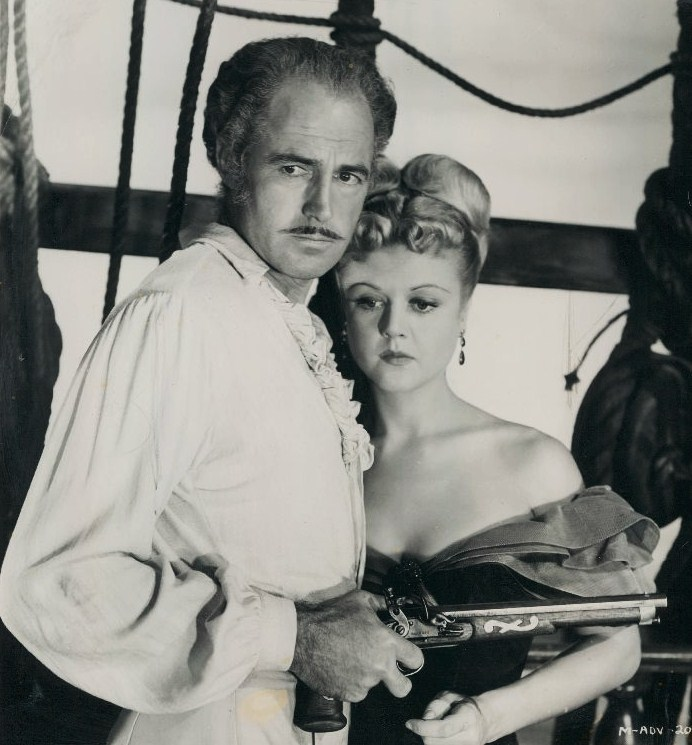
Avec Angela Lansbury, dans Mutinerie à bord (1952)